# Deportes ecuestres en los Juegos Olímpicos de Londres 1948
Los deportes ecuestres en los Juegos Olímpicos de Londres 1948 se realizaron en dos sedes: el Estadio de Aldershot (doma y concurso completo) y el Estadio de Wembley (saltos) de Londres del 9 al 14 de agosto de 1948.
En total se disputaron en este deporte seis pruebas diferentes en las disciplinas de doma, salto de obstáculos y concurso completo, en las categorías individual y por equipos. El programa de competiciones se mantuvo como en la edición pasada.

## Medallistas
| Evento                                            | Oro | Plata | Bronce |
| ------------------------------------------------- | --- | --- | --- |
| Doma individual (9-10 de agosto)                  | Hans Moser (Hummer) · Suiza · 492,5 pts.                                                                                 | André Jousseaume (Harpagon) · Francia · 480 pts.                                                              | Gustaf Adolf Boltenstern (Trumf) · Suecia · 477,5 pts.                                                     |
| Doma por equipos (9-10 de agosto)                 | André Jousseaume (Harpagon) · Jean Saint-Fort Paillard (Sous les Ceps) · Maurice Buret (Saint Ouen) · Francia · 1269,0   | Robert Borg (Klingsor) · Earl Foster Thomson (Pancraft) · Frank Henry (Reno Overdo) · Estados Unidos · 1182,0 | Fernando Paes (Matamas) · Francisco Valadas (Feitiço) · Luís Mena e Silva (Fascinante) · Portugal · 1005,5 |
| Salto de obstáculos individual (10-13 de agosto)  | Humberto Mariles Cortés (Arete) · México · 6,25                                                                          | Rubén Uriza Castro (Hatuey) · México · 8,00 (0)                                                               | Jean-François d'Orgeix (Sucre de Pomme) · Francia · 8,00 (4)                                               |
| Salto de obstáculos por equipos (10-13 de agosto) | Humberto Mariles Cortés (Arete) · Rubén Uriza Castro (Hatuey) · Alberto Valdés Ramos (Chihuahua) · México · 34,25        | Jaime García Cruz (Bizarro) · José Navarro Morenés (Quórum) · Marcelino Gavilán (Forajido) · España · 56,50   | Harry Llewellyn (Foxhunter) · Henry Nicoll (Kilgeddin) · Arthur Carr (Monty) · Reino Unido · 67,00         |
| Concurso completo individual (14 de agosto)       | Bernard Chevallier (Aiglonne) · Francia · 4                                                                              | Frank Henry (Swing Low) · Estados Unidos · 21                                                                 | Robert Selfelt (Claque) · Suecia · 25                                                                      |
| Concurso completo por equipos (14 de agosto)      | Frank Henry (Swing Low) · Charles Anderson (Reno Palisade) · Earl Foster Thomson (Reno Rhythm) · Estados Unidos · 161,50 | Robert Selfelt (Claque) · Olof Stahre (Komet) · Sigurd Svensson (Dust) · Suecia · 165,00                      | Humberto Mariles Cortés (Parral) · Raúl Campero (Tarahumara) · Joaquín Solano (Malinche) · México · 305,25 |

## Medallero
| Núm. | País           | Oro | Plata | Bronce | Total |
| ---- | -------------- | --- | ----- | ------ | ----- |
| 1    | Francia        | 2   | 1     | 1      | 4     |
| 1    | México         | 2   | 1     | 1      | 4     |
| 3    | Estados Unidos | 1   | 2     | 0      | 3     |
| 4    | Suiza          | 1   | 0     | 0      | 1     |
| 5    | Suecia         | 0   | 1     | 2      | 3     |
| 6    | España         | 0   | 1     | 0      | 1     |
| 7    | Portugal       | 0   | 0     | 1      | 1     |
| 7    | Reino Unido    | 0   | 0     | 1      | 1     |
|      | TOTAL          | 6   | 6     | 6      | 18    |